# Войтович Василь Васильович
Василь Васильович Войтович — штаб-сержант Збройних Сил України, учасник російсько-української війни, що загинув у ході російського вторгнення в Україну в 2022 році.

## Життєпис
Народився в 1971 році у селі Вичівка Зарічненського (з 2020 року — Вараського району) на Рівненщині. 
З 1978 року навчався в середній школі в рідному селі. Після навчання пройшов строкову військову службу. У 1992 році був прийнятий на посаду електромонтера оперативно-виїзної бригади Зарічненського РЕМу. З того часу до 2022 року працював на різних посадах — від диспетчера оперативно-диспетчерської групи до головного інженера. 
У січні 2022 року підписав контракт зі Збройними Силами України. За розподілом у ході російське вторгнення в Україну потрапив до складу 14-тої окремої механізованої бригади імені князя Романа Великого, де й проходив військову службу. 
Загинув 25 березня 2022 року в результаті авіаудару під час виконання бойового завдання на Миколаївщині. Прощалися із захисником 31 березня 2020 року в с. Зарічному та в селі Вичівка Зарічненської селищної громади. 
Похований в рідному селі Вичівці.

## Нагороди
- орден «За мужність» III ступеня (2022, посмертно) — за особисту мужність і самовіддані дії, виявлені у захисті державного суверенітету та територіальної цілісності України, вірність військовій присязі[5]

## Родина
Залишилась дружина та двоє доньок.

## Нагороди
- орден «За мужність» III ступеня (2022, посмертно) — за особисту мужність і самовіддані дії, виявлені у захисті державного суверенітету та територіальної цілісності України, вірність військовій присязі [6].